# ديفيد نولان
ديفيد نولان (بالإنجليزية: David Nolan)‏ (24 فبراير 1968 بليفربول في المملكة المتحدة - ) هو لاعب كرة قدم بريطاني في مركز الوسط. لعب مع نادي هايد إف سي ونادي تشستر سيتي ونادي مارين ‏ ونادي بارو ونادي رانكورن هالتون وDroylsden F.C. ‏.